# 岡山県道320号若代方谷停車場線
岡山県道320号若代方谷停車場線（おかやまけんどう320ごう わかしろほうこくていしゃじょうせん）は、岡山県真庭市から高梁市に至る一般県道である。

## 概要
真庭市若代から高梁市中井町西方に至る。

### 路線データ
- 起点：岡山県真庭市若代（岡山県道32号新見勝山線交点）
- 終点：岡山県高梁市中井町西方（JR西日本伯備線 方谷駅前、岡山県道197号方谷停車場線起点）

## 路線状況

### 重複区間
- 岡山県道58号北房川上線（新見市大佐布瀬 - 新見市豊永赤馬）
- 岡山県道50号北房井倉哲西線・岡山県道78号長屋賀陽線（新見市豊永佐伏（さぶし）、備北新線の一部区間）
- 岡山県道197号方谷停車場線（高梁市中井町西方）

### 道路施設

#### トンネル
- 中井隧道：延長38 m、1928年（昭和3年）竣工、高梁市

## 地理

### 通過する自治体
- 真庭市
- 新見市
- 高梁市

### 交差する道路
| 交差する道路                                                                | 市町村名 | 交差する場所         | 交差する場所 |
| --------------------------------------------------------------------------- | -------- | -------------------- | ------------ |
| 岡山県道32号新見勝山線                                                      | 真庭市   | 若代                 | 起点         |
| 岡山県道311号阿口上線                                                       | 真庭市   | 上                   |              |
| 岡山県道58号北房川上線 重複区間起点                                         | 新見市   | 大佐布瀬             |              |
| 岡山県道442号豊永赤馬長屋線                                                 | 新見市   | 豊永赤馬（あこうま） |              |
| 岡山県道58号北房川上線 重複区間終点                                         | 新見市   | 豊永赤馬             |              |
| 岡山県道50号北房井倉哲西線 重複区間起点 岡山県道78号長屋賀陽線 重複区間起点 | 新見市   | 豊永佐伏（さぶし）   |              |
| 岡山県道50号北房井倉哲西線 重複区間起点 岡山県道78号長屋賀陽線 重複区間終点 | 新見市   | 豊永佐伏             |              |
| 岡山県道310号西方北房線                                                     | 高梁市   | 中井町西方           |              |
| 岡山県道197号方谷停車場線 重複区間起点                                      | 高梁市   | 中井町西方           |              |
| 岡山県道197号方谷停車場線 重複区間終点                                      | 高梁市   | 中井町西方           | 終点         |

### 交差する鉄道
- 伯備線

### 沿線
- 満奇洞
- 草間の間歇冷泉
- 高梁川
- JR西日本伯備線 方谷駅